# Phare de Fleetwood High
Le phare de Fleetwood High (en anglais : Pharos Lighthouse ou Upper Lighthouse) est un phare situé à Fleetwood, dans le comté du Lancashire en Angleterre.
Il est maintenant protégé en tant que monument classé du Royaume-Uni de Grade II depuis mars 1978.

## Histoire
Le phare a été conçu en 1839 par l'architecte-paysagiste Decimus Burton et Henry Mangles Denham de la Royal Navy. D. Burton avait été mandaté trois ans auparavant par Sir Peter Hesketh en tant qu'architecte de la nouvelle ville de Fleetwood. La construction du phare a été achevée en 1840. Anormalement pour un phare britannique fonctionnel, il se trouve au milieu de Pharos Street, une rue résidentielle. Bien qu'officiellement appelé «phare supérieur», il a été connu sous le nom de «Pharos» depuis sa construction, d'après le fameux Pharos (phare d'Alexandrie).
Le phare en grès, de 27 m de haut, a été conçu et réalisé en conjonction avec le «phare inférieur» de 10 m de haut (également connu sous le nom de Beach Lighthouse) qui se trouve sur le front de mer de Fleetwood. Les deux phares furent conçus pour guider les navires à travers les bancs de sable dangereux de l'estuaire de la Wyre. La lumière du phare supérieur doit être maintenue immédiatement au-dessus de la lumière du phare inférieur pour un passage sûr dans le chenal. Les deux phares ont été mis en service le 1er décembre 1840.
Pendant de nombreuses années, le phare a été peint de couleur crème et rouge, mais à la fin des années 1970, il a été remis dans sa version en grès naturel. La boucle du terminal du tramway de Blackpool passe autour du pied du phare. Le phare est géré par l'autorité portuaire de Fleetwood. L'intérieur est fermé au public.
Identifiant : ARLHS : ENG-043 - Amirauté : A4892.1- NGA : 5156.
|                        |
| Le phare et le tramway |

|                                 |
| Le phare supérieur de Fleetwood |

### Lien connexe
- Liste des phares en Angleterre